# Segelfluggelände Sundern-Seidfeld

i7
i11
i13

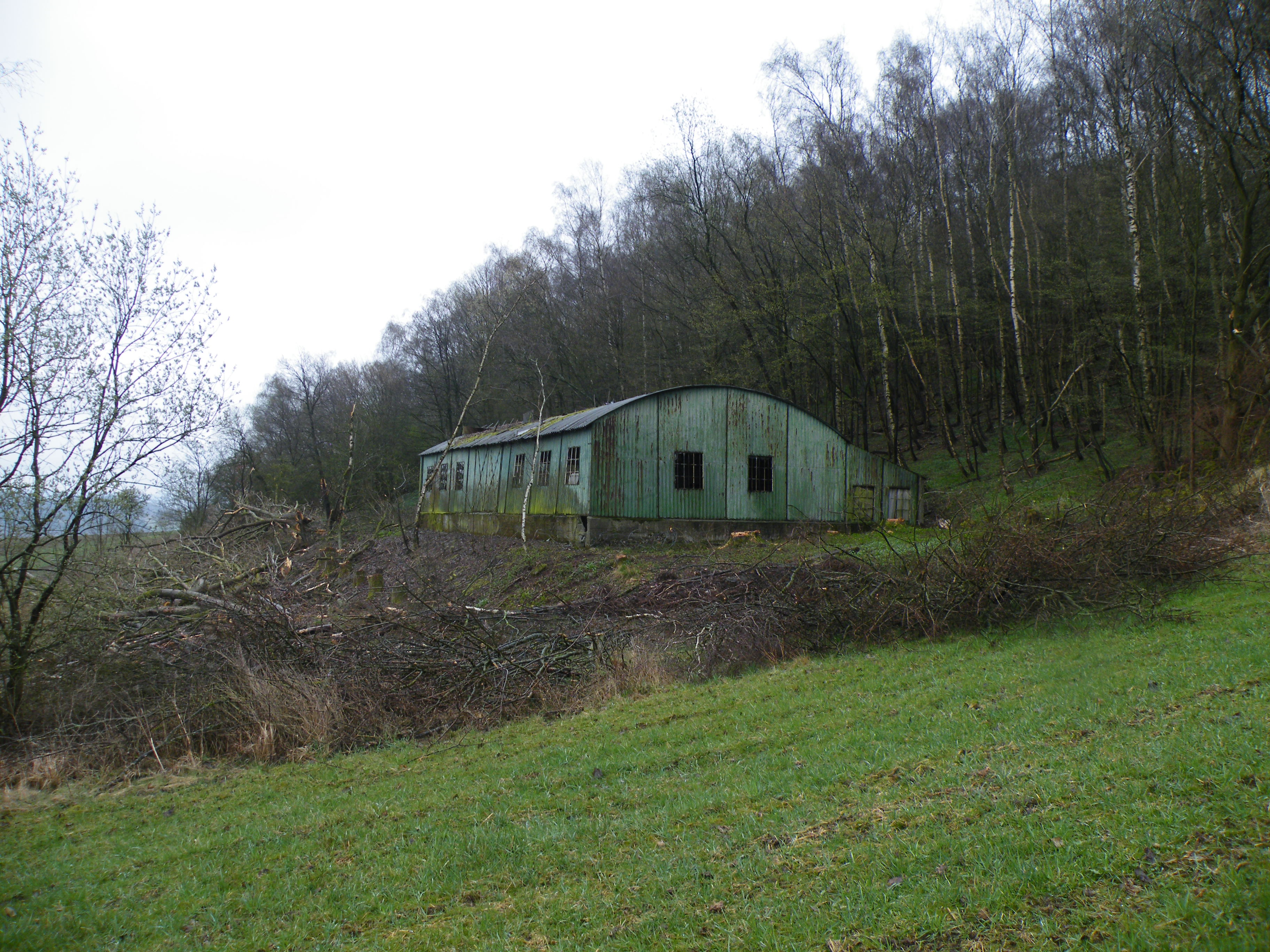
Ehemaliger Hangar

Das Segelfluggelände Sundern-Seidfeld war ein Segelfluggelände beim Dorf Seidfeld im Stadtgebiet von Sundern in Nordrhein-Westfalen und wurde vom Luftsportverein Sundern genutzt.
Der Verein nahm auf dem Gelände den Flugbetrieb im September 1955 auf.  Im Jahre 2006 wurde der Flugbetrieb aufgegeben und der Platz zurückgebaut. Der ehemalige Flugplatz wird wieder als Acker genutzt. Heute gibt es noch die ungenutzten Gebäude vom Vereinsheim und Hangar zu sehen, wobei letzterer südöstlich von Illingheim liegt. Der Verein nutzt heute für den Flugbetrieb das Gelände des LSV Sauerland in Neuenrade-Küntrop am Flugplatz Werdohl/Küntrop.
Der Flugplatz befand sich auf einer Höhe von 335 Meter über NN. Der Flugbetrieb fand am Wochenende statt: Samstag ab 12 Uhr und Sonntag ab 10 Uhr. Genutzt wurde er von Segel- und Ultraleichtfliegern.